# Hoplophorella subsellata
Hoplophorella subsellata är en kvalsterart som beskrevs av Balogh och Sandór Mahunka 1977. Hoplophorella subsellata ingår i släktet Hoplophorella och familjen Phthiracaridae. Inga underarter finns listade i Catalogue of Life.